# Église Saint-Blaise de Dubrovnik
Pour les articles homonymes, voir Église Saint-Blaise.
L'église Saint-Blaise (en croate : Crkva sv. Blaža) est une église baroque de Dubrovnik et l’un des principaux sites touristiques de la ville. Saint Blaise (St. Vlaho), identifié par les Slaves du Moyen Age au dieu païen Veles, est le saint patron de la ville de Dubrovnik et anciennement le protecteur de la République indépendante de Raguse.

## Histoire et description
L'église a été construite en 1715 par l'architecte et sculpteur vénitien Marino Gropelli (1662-1728) sur les fondations de l'église médiévale romane très endommagée. Il s'est inspiré de l'église vénitienne de San Maurizio due à Sansovino . 
L'église est constituée d'une seule nef carrée avec un plan en forme de croix grecque, une abside flanquée de deux sacristies et une coupole oblongue au centre. Un escalier mène au portail orné de statues d'anges. La façade est divisée par quatre colonnes corinthiennes. Au sommet de la façade se trouvent un pignon en demi-cercle et une balustrade avec trois statues de Marino Gropelli: un Saint Blaise (au centre) et des personnifications de la Foi et l'Espoir. 

L'intérieur voûté est richement décoré en style baroque. L'autel principal, dans une combinaison de marbre blanc et polychrome, montre dans une niche haute une précieuse statue gothique de Saint Blaise en argent doré, réalisée au XVe siècle par un maître local inconnu. Le saint montre dans sa main gauche une maquette de l'église romane détruite par le tremblement de terre de 1667.  Il est flanqué de deux anges agenouillés. Cette statue est la seule à avoir survécu à l'incendie de 1706. L'antépendium en forme de dôme est orné de deux anges qui dévoilent un rideau devant un médaillon. 

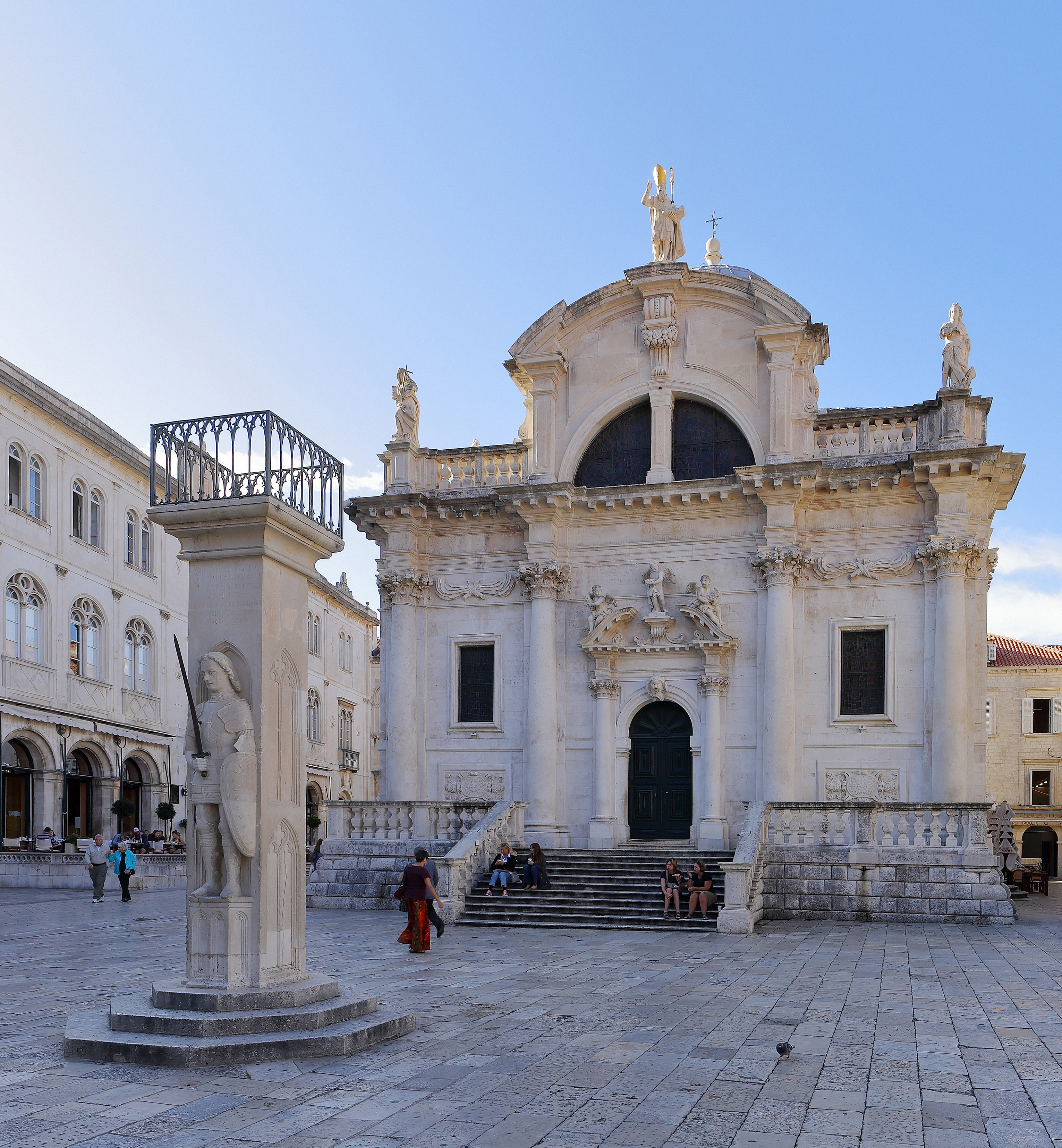
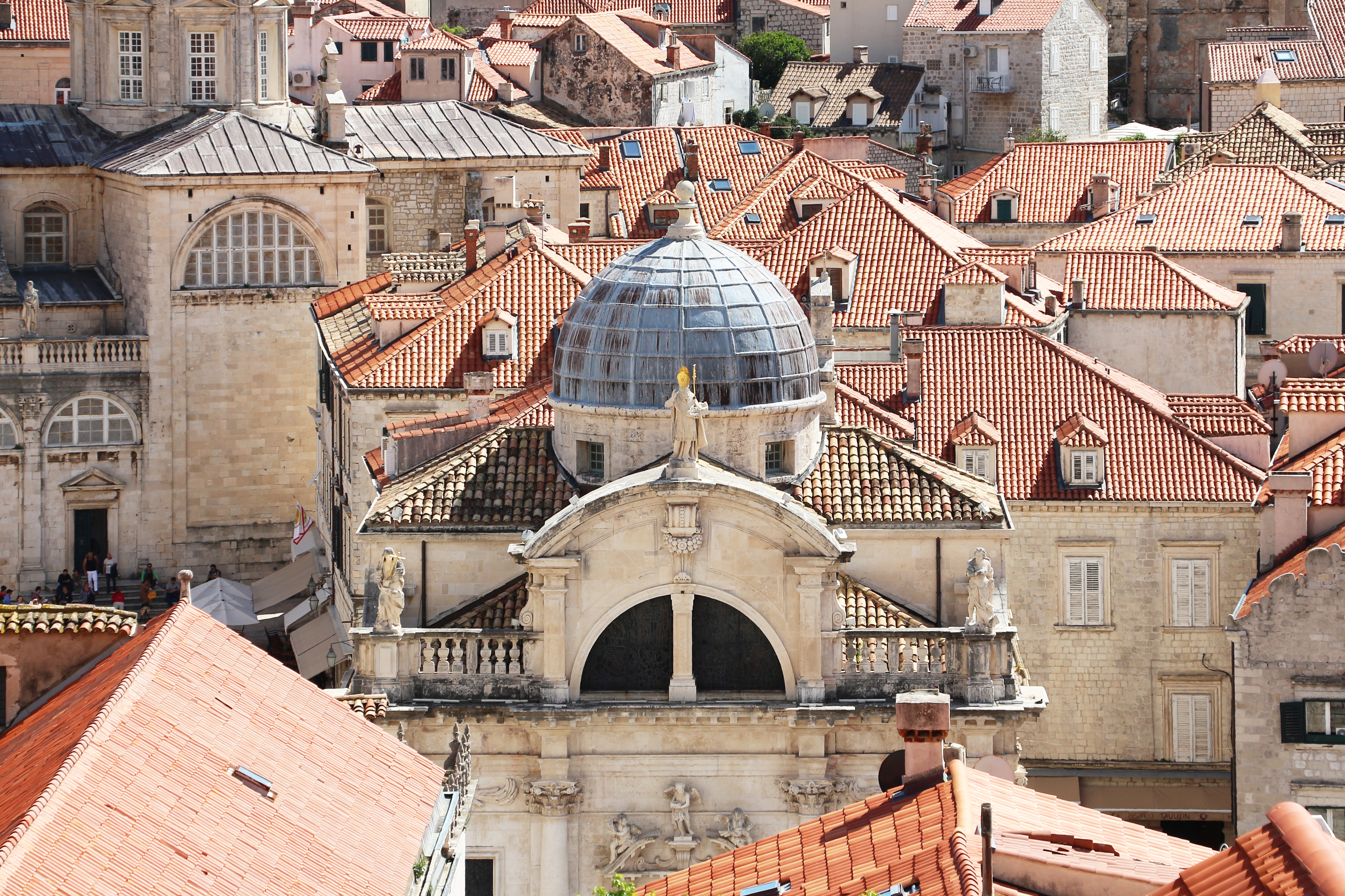
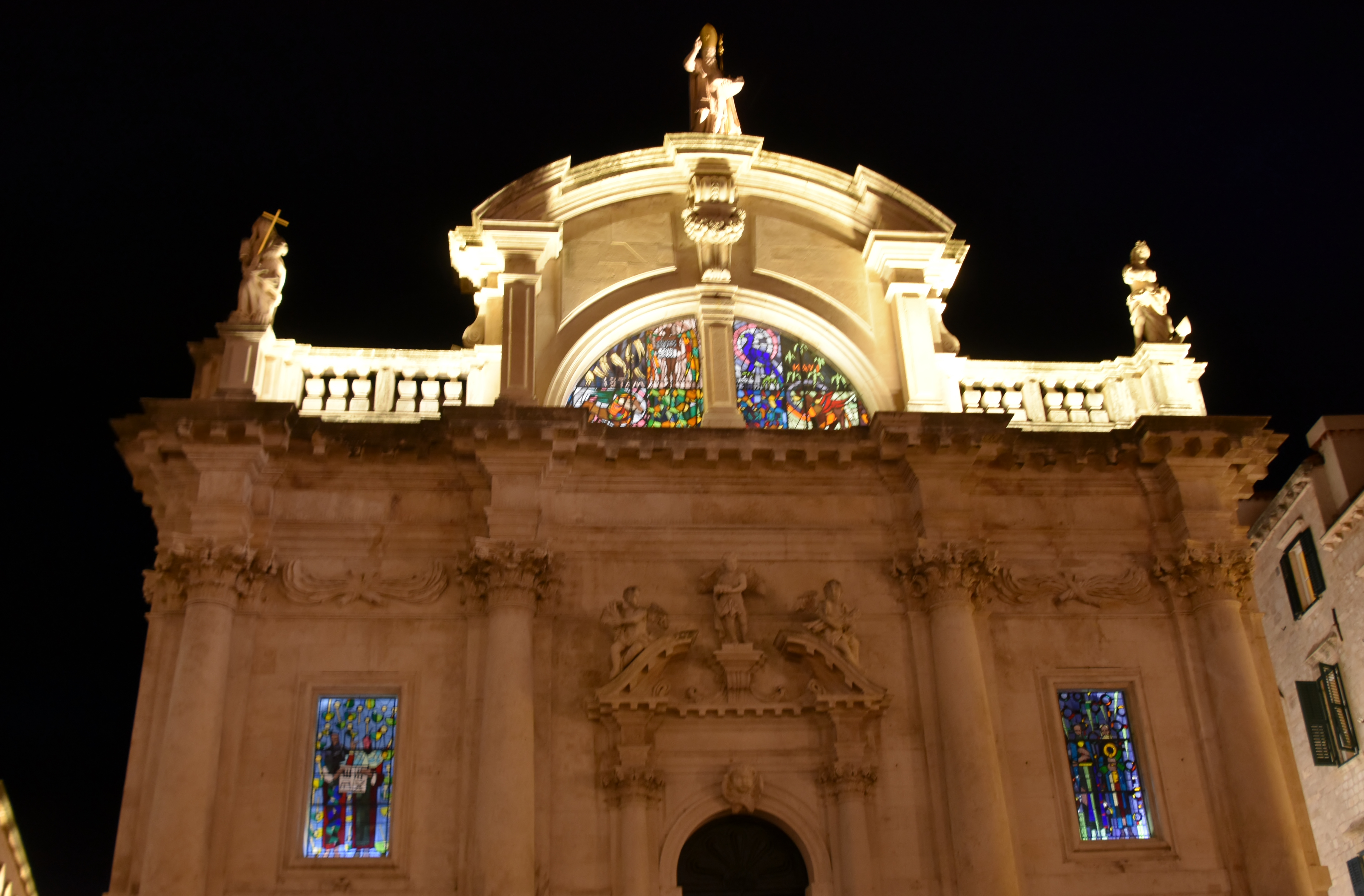
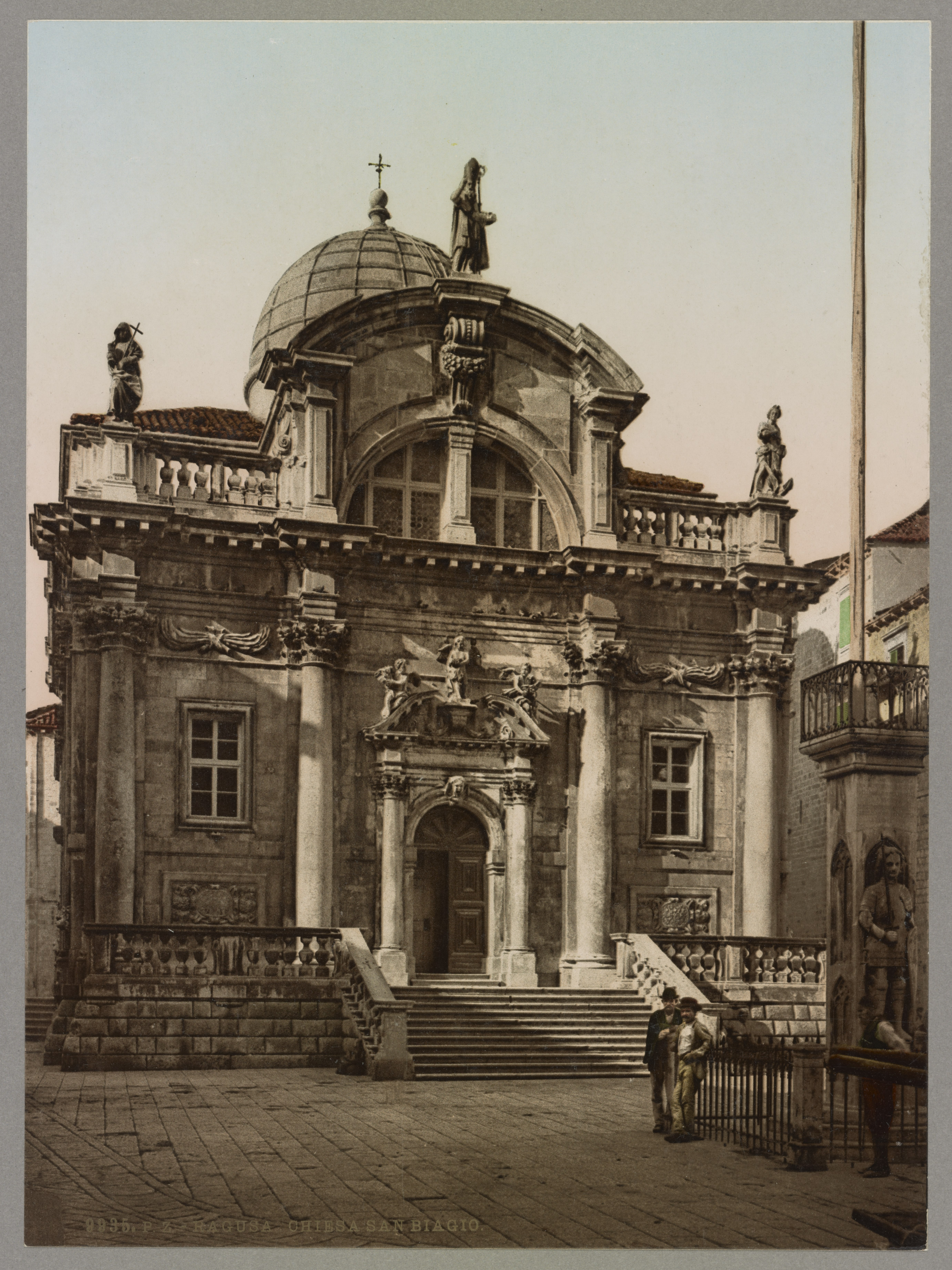
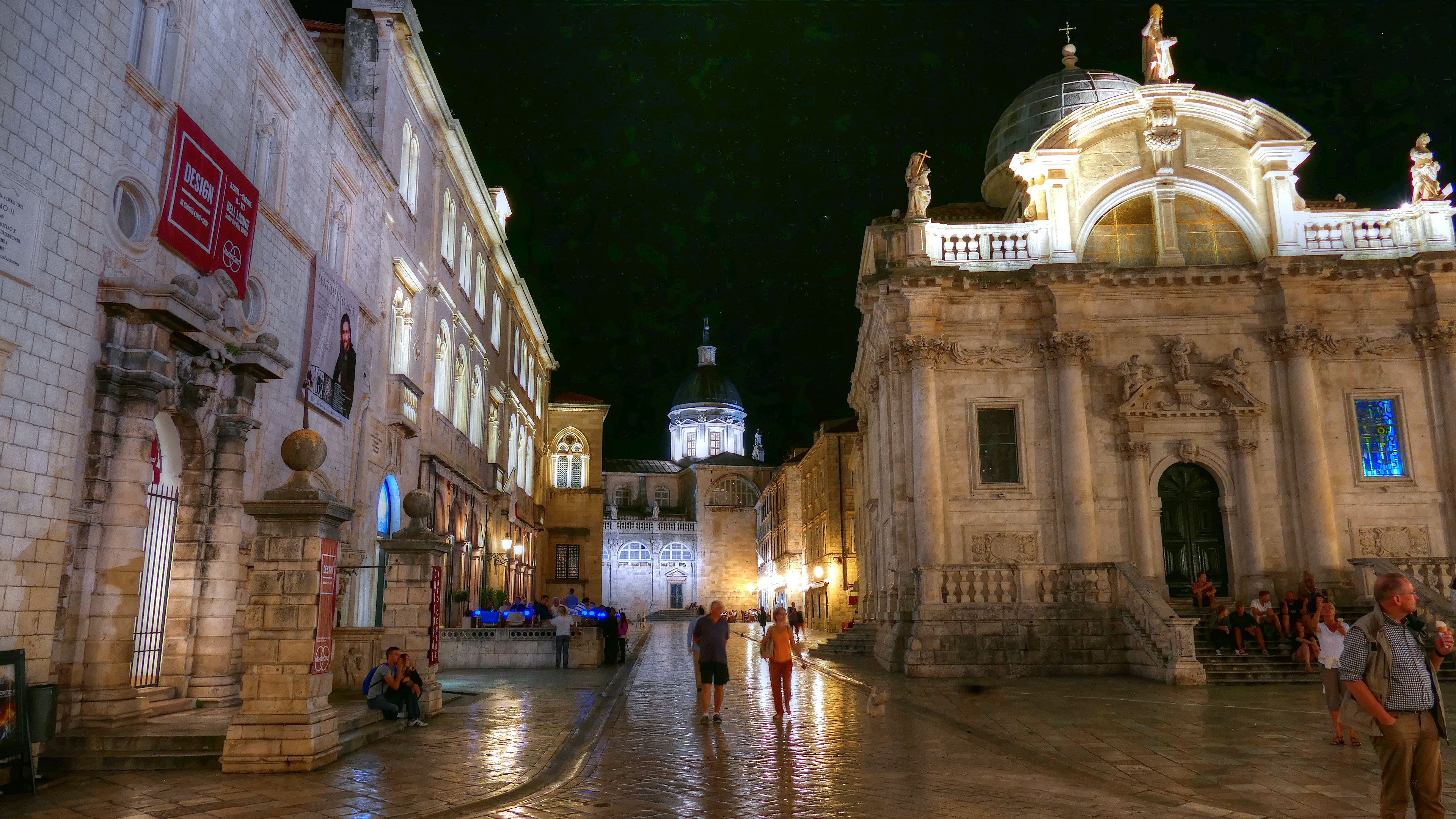
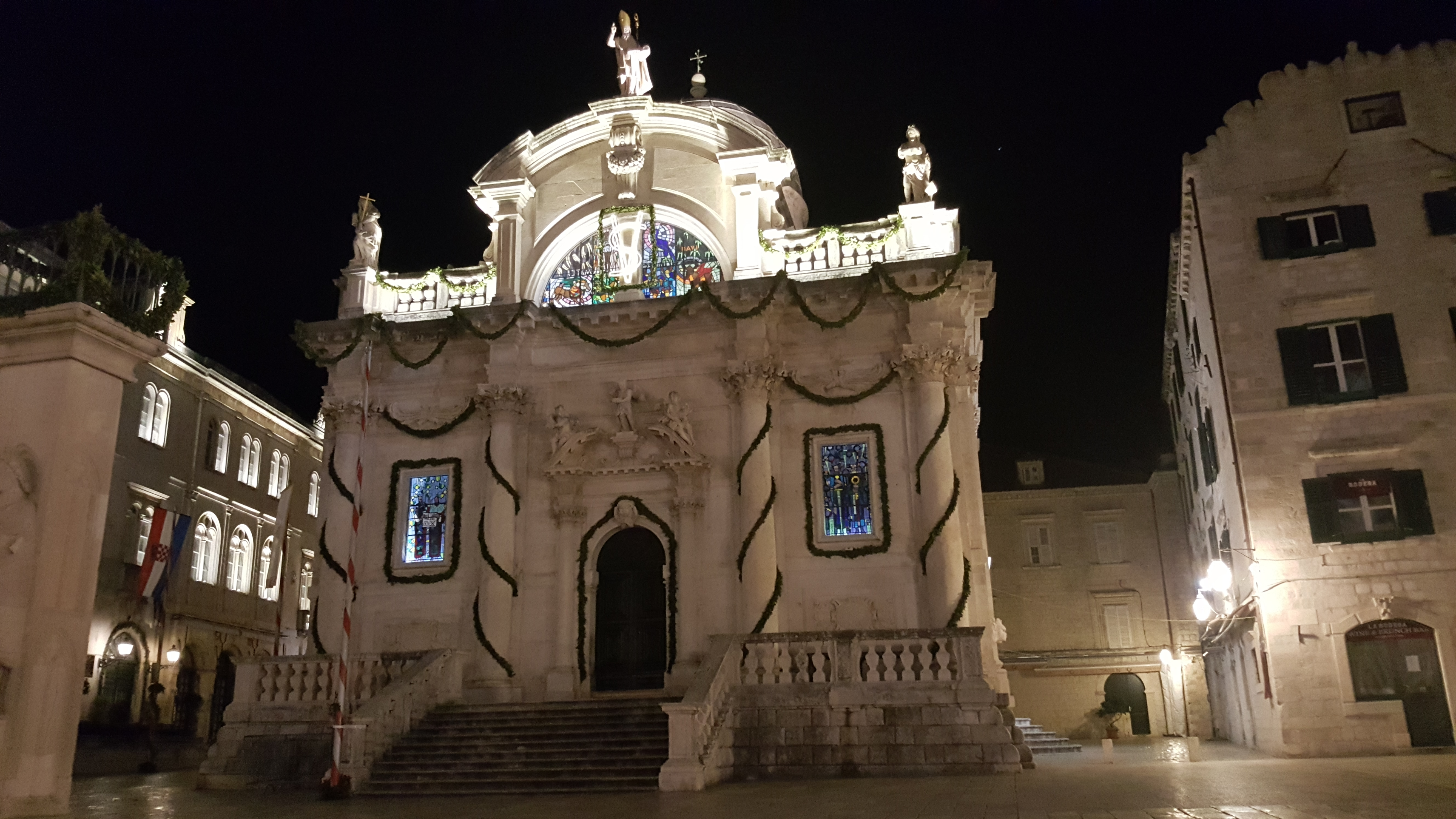